# نادي بارنايبا
نادي بارنايبا لكرة القدم (بالبرتغالية: Parnahyba Sport Club‏) ، هو نادي كرة قدم برازيلي، أسس سنة 1913 م.